# Aussageschema
Der Ausdruck Aussageschema (auch: Aussagenschema; Plural: Aussageschemata) wird zum Teil als Synonym für den Ausdruck Aussageform verwendet, ist aber spezifisch ein Begriff der Aussagenlogik und bedeutet einen Ausdruck, der Aussagenvariablen oder Variablen für aussagenlogische Formeln enthält und der in eine Aussage übergeht, wenn man diese Variablen durch beliebige Aussagen ersetzt.
Das Aussageschema ist strikt von den in ihm vorkommenden Aussagevariablen zu unterscheiden.
In der Aussagenlogik ist ein Aussageschema syntaktisch gleich gebaut wie eine logische Aussage:
Per Induktion über den Aufbau unterscheidet man
- atomare Formeln (atomare Aussageschemata): Diese sind Aussagenvariablen (x,y,...), deren Wahrheitswert möglicherweise nicht bekannt ist.
- zusammengesetzte Formeln (zusammengesetzte Aussageschemata): Sind {\displaystyle p,q} Formeln, so auch {\displaystyle \neg p,\,p\vee q,\,p\wedge q,\,p\rightarrow q,\,p\leftrightarrow q}.

1. Manchmal werden bei den atomaren Aussageschemata auch die Wahrheitswerte {\displaystyle \top } (wahr) und {\displaystyle \bot } (falsch) zugelassen.
2. Manchmal findet man in der Literatur, dass in der Definition der Syntax zur Bildung des Aussageschemas nur eine Teilmenge der Junktoren {\displaystyle (\neg ,\vee ,\wedge ,\rightarrow ,\leftrightarrow )} zugelassen ist, darunter auf jeden Fall {\displaystyle \neg }. Die übrigen Junktoren werden dann meistens aus diesen abgeleitet und als Abkürzung gewertet.
3. Durch die Belegung aller freien Variablen wird aus dem Aussageschema eine logische Aussage.